# 瑟格雷区
瑟格雷区（法語：Arrondissement de Segré），是法国曼恩-卢瓦尔省所辖的一个区。总面积1378.44平方公里，总人口70863，人口密度51人/平方公里（2017年），行政中心为蓝色安茹地区瑟格雷。

## 辖区
瑟格雷区辖有28个市镇。